# Henryk Mażul (poeta)
Henryk Mażul (ur. 1 stycznia 1953 we wsi Budy w rejonie szyrwinckim na Wileńszczyźnie) – polski poeta.
Po ukończeniu Mejszagolskiej Szkoły Średniej zdobył dyplom polonisty Wileńskim Państwowym Instytucie Pedagogicznym.
Jako poeta debiutował jeszcze jako student w 1972 na łamach Czerwonego Sztandaru. Swoje utwory publikował w kilku antologiach poetyckich m.in. w 1985 w tomiku zbiorowym „Sponad Wilii cichych fal” oraz tomikach „Doszukać się orła”, „Iliady” i „22 wiersze”.
Na początku dziewiątej dekady XX wieku aktywnie się udzielał w biało-czerwonym odrodzeniu nad Wilią. Był jednym z animatorów współczesnego polskiego środowiska literackiego. Zebrał i wydał w tomie „Kontrasty i analogie” – spuściznę literacką tragicznie zmarłego poety wileńskiego Sławomira Worotyńskiego.
Pracę zawodową zaczął jako dziennikarz Czerwonego Sztandaru (obecnie Kurier Wileński). Publikował także jako poeta i eseista w Naszej Gazecie, w której okresowo był redaktorem, Magazynie Wileńskim (do jego zamknięcia w grudniu 2021) i Znad Wilii. Przez wiele lat związany z Tygodnikiem Wileńszczyzny. Redagował Magazyn Wileński, którego był ostatnim redaktorem.
Ze względu na datę urodzin, należy do tzw. pokolenia 1950 literatury polskiej, które obok niego reprezentują tacy poeci wileńscy, jak Romuald Mieczkowski (1950) czy Józef Szostakowski (1953).
5 maja 1988 był współzałożycielem Stowarzyszenia Społeczno-Kulturalnego Polaków na Litwie (SSKPL), które 15 kwietnia 1989 zostało przekształcone w Związek Polaków na Litwie.
W 1990 roku był założycielem i pierwszym prezesem Klubu Sportowego Polaków na Litwie „Polonia”.
W 2000 został odznaczony Srebrnym Krzyżem Zasługi.

## Publikacje
- Henryk Mażul: Niedowidzę Niedosłyszę Niepokoję się. Wilno: Wydawnictwo Polskie w Wilnie, 2005. ISBN 9986-542-28-6. Brak numerów stron w książce
- Henryk Mażul, Iliady, Warszawa 1991
- Henryk Mażul, Doszukać się orła, Wilno 1991
- Henryk Mażul, 22 wiersze, Białystok 2000 (Książnica Podlaska im. Łukasza Górnickiego)
- Paluknys laiko tėkmėje/Połuknie w nurtach czasu, tekst Henryk Mażul, Vilnius 2012 (Leidykla Atkula)
- Do mety Wilią znaczonej. Sport polski na Litwie. Historia i teraźniejszość, pod red. Henryka Mażula, Wilno 2005 (Wydawnictwo Polskie w Wilnie)
- Sławomir Worotyński, Kontrasty i analogie, wybrał i wstępem opatrzył Henryk Mażul, Kaunas 1990 („Šviesa”)